# Harald II de Norvège
Harald II Gråfell (en norvégien moderne ; en vieux norrois, Haraldr gráfeldr ; le surnom Gråfell ou gráfeldr signifie pelisse grise) (930-970) fut roi de Norvège de 961 à 970.

## Biographie

### Enfance
Fils du roi Eirikr à la hache sanglante et de Gunnhild, il reçut le prénom de son grand-père Harald aux beaux cheveux peu avant son décès. Il fut élevé dans la foi chrétienne à York dont son père était devenu roi après avoir été chassé de Norvège.

### Contre Håkon
Quand son père Eirikr fut tué en 954, il lança des expéditions contre la Norvège avec ses frères pour reprendre le pays à leur oncle Håkon mais celui-ci les battit à chaque fois. Mortellement blessé lors de sa dernière bataille victorieuse en 961, Håkon se résolut pourtant à envoyer sa couronne à ses neveux pour sauver la paix en Norvège.

### Réunification
En tant qu'aîné depuis la mort de son frère Gamli, Harald prit la tête de ses cadets mais leur mère Gunnhild conserva toujours sur eux une puissante influence. Les fils d'Éric ne contrôlaient en fait que l'ouest de la Norvège, le reste appartenant aux chefs suivants : Tryggvi fils d'Olaf dans l'est du pays, Gudrœdr fils de Björn dans le Vestfold et Sigurd Håkonsson jarl de Hladir dans le Trondelag.
Décidé à réunifier tout le pays, il fit tuer le jarl Sigurd qui dominait le Thrandheim et obligea son fils Håkon à s'enfuir. Ses cousins, les roitelets Gudrœdr et Tryggvi furent également exécutés et leurs familles mises en fuite.

### Traquenard
Finalement attiré dans une embuscade au Jutland, Harald Pelisse grise fut abattu à la bataille de Hals par Harald le Doré (Gull-Harald), un neveu du roi de Danemark Harald "Dent bleue" au début de l'été 970. Ses frères furent ensuite vite défaits et le pouvoir réel en Norvège passa au jarl Håkon.